# Ваганов, Геннадий Иванович
Геннадий Иванович Ваганов (1926 — 1 июня 1999, Нижний Новгород) — советский учёный в сфере судостроения, лауреат премии Совета Министров СССР.

## Биография
Окончил Балахнинский торфяной техникум (1946) и эксплуатационный факультет Горьковского института инженеров водного транспорта (1951, с отличием). Около года работал в Сталинградском районном управлении пароходства «Волготанкер».
С 1952 года и до дня смерти занимался научно-преподавательской деятельностью в ГИИВТ, в 1963—1981 проректор по научной работе, с 1981 зав. кафедрой экономики и эксплуатации водного транспорта. Доктор технических наук (1970), профессор.
Заслуженный деятель науки и техники РСФСР (1980).

## Награды и премии
- Премия Совета Министров СССР 1986 год — за разработку и внедрение на речном транспорте большегрузных толкаемых составов.
- Орден «Знак Почёта»
- Заслуженный деятель науки и техники РСФСР 1980 год